# Notoreas incompta
Notoreas incompta är en fjärilsart som beskrevs av Alfred Philpott 1918. Notoreas incompta ingår i släktet Notoreas och familjen mätare. Inga underarter finns listade i Catalogue of Life.